# Pierre Abélard
Pierre Abélard (latinul: Petrus Abaelardus, Abailard, Abailardus), magyarosan Abelard Péter (Le Pallet, 1079. – Chalon-sur-Saône, 1142. április 21.) francia skolasztikus filozófus, teológus. Gyakran „a 12. század Descartes-jaként” emlegetik  és Rousseau, Kant és Lessing előfutáraként tartják számon. A korai skolasztika fontos képviselőjeként többek között teológiát, logikát és dialektikát tanított Párizsban. A középkor egyik legnagyobb logikusa volt, és egyike azoknak, akik úgy vélték, hogy az ókori „pogány” filozófia releváns a keresztény gondolkodásban. Az elsők között ismertette meg a keresztény értelmiséggel Arisztotelész módszereit és gondolatait és segített meghonosítani azt a skolasztikus hagyományt, amely felhasználja a filozófiát az egyházi doktrínában. Meggyőző érvelőként ritkán maradt alul a vitákban, kimagasló intelligenciája, memóriája, ékesszólása révén. A későbbi tudósok a „nominalizmus” egyik megalapítójaként tartják számon.
Sok évszázaddal a felvilágosodás előtt az értelem elsőbbségét hirdette nemcsak a filozófiában, hanem a hit kérdéseiben is. Ezen és más tanításai miatt, de a tanítványával, Héloïse-val való szerelmi viszony miatt is számos konfliktusba keveredett. A vele való tragikus szerelmi kapcsolatának története romantikus legendává vált. Kiterjedt levelezésük mellett érdekesek többek között Clairvaux-i Bernáttal folytatott teológiai vitái is.
Megtisztelő címe a római katolikus egyházban Doctor scholasticus.
Petrus Venerabilis a „gallok Szókratészének” („Gallorum Socrates”) nevezte.

## Élete
A nantes-i grófságban lévő Le Pallet-ban született egy lovagi családban, ahonnan nyugtalan, szenvedélyes természetét is örökölhette. Ifjúkorában Roscellinus tanítványa lett, akitől átvette a kritikai nominalista irányzatot. Korábbi tanárával, Champeaux-i Vilmossal történt összetűzése után elhagyta Párizst, és iskolát nyitott Melunben, majd Corbeilben, 1108-tól pedig a Párizs melletti Szent Genovéva-hegyen. A teológiát Laoni Anzelmnél hallgatta, majd Párizsban, a székesegyházi iskolában dialektikát és teológiát tanított. 
A párizsi Fulbert kanonok unokahúgához, Héloïse-hoz fűződő szerelme házassághoz vezetett, és egy fiuk is született. Azonban, hogy megnyugtassák a háborgó apát, Héloïse Abélard ösztönzésére hamarosan zárdába vonult Argenteuilben. Mivel Fulbert attól félt, hogy Abélard továbbra is el akarja csábítani, a lány nagybátyjával együtt erőszakosan megfosztották Abélard-t a férfiasságától. Ekkor Abélard felvételét kérte a párizsi St. Denis bencés apátságba. Abélard és Héloïse levelezését a világirodalom gyöngyszemei között tartják számon.
1121-ben a soissons-i zsinat elítélte a De unitate et trinitate divina című művét a Szentháromságról vallott tana miatt. Ezután tanítványokat gyűjtött maga köré, akikkel Nogent-sur-Seine mellett, egy Szajna-menti vadonban fölépítették a Le Paraclet (Paracletum) templomot és apátságot. Egy darabig itt tanított, majd 1126-1127-ben a bretagne-i Szent Gildas-kolostor apátja lett. 1133-ban állítólag a szerzetesek lázadása miatt menekülnie kellett. 1136-tól már ismét a dialektika tanára Párizsban, ahol teológiai tévedései miatt Saint-thierryi Vilmos és Clairvaux-i Szent Bernát lépett föl ellene. 1141-ben a sens-i zsinaton elítélték, ekkor Petrus Venerabilis fölvette a clunyi kolostor szerzetesei közé, és a Saône-menti St. Marcel-priorátusba küldte. Rövid idő múlva az egyházzal kibékülve, és szentségekkel megerősítve itt halt meg. Viszontagságos életét Önéletrajzában (Historia calamitatum) írta le.
A Le Paraclet templomában kapott nyugvóhelyet, ahová 1146-ban Héloïse-t is temették. A francia forradalom idején feldúlták a templomot, utána a párizsi Père-Lachaise temetőbe vitték maradványaikat.

## Filozófiája
Abaelardus filozófiai jelentősége, hogy az univerzáliák kérdésében előkészítette a megismerés problémájának kritikai tárgyalását, egyidejűleg határozottan előmozdította a nyelvfilozófia logikai problémáinak megoldását. 

### A „sic et non” módszer
Abélard a tanítását kísérő nagy hatást az egyházjogászoknál, illetve a teológiában (nem utolsósorban Laoni Anzelmnél) az esetek (casus) mérlegelésénél már alkalmazott „sic et non” (pro és contra) módszerével keltette. Ez annyit tesz, hogy egy tétel megismerése után, felsorakoztatta annak ellenérveit is, és a kettőt egyaránt bírálva vonta le konklúzióit. Nem a hitből, hanem a módszeres kételkedésből indult ki. A hatás, melyet minden föllépésekor keltett, az éppen elmondottak túlhangsúlyozásában keresendő. Valószínűleg ez volt az oka annak is, hogy korának jelentős teológusai több nézetét a lényeges kérdésekben elutasították. Abélard szerette kiélezve előadni kétségtelenül egyéni tanításait is. A Sic et Non című művében például az egyházatyáknál fellelhető látszólagos ellentmondásokat ecsetelte, de nem a szkepszis felkeltésére, hanem a módszeres kétely révén ösztönzést adva a problémákba való elmélyedésre s azok megoldására. A megoldás pedig csak a dialektika segítségével történhetik, aminek a hasznát a teológia szempontjából Abélard nem győzi emlegetni. A dialektika legfontosabb szabályának tekinti a terminusok, azaz a szavak jelentésének a megállapítását. Ennek a szabálynak az alkalmazása jelentékenyen elősegítette a skolasztikus módszert jellemző pontos fogalmi körülhatárolást, viszont a meddő szóharcok veszedelmét sem zárta ki.

### Az univerzálé-vita
Az univerzáliák kérdésének a megoldásánál Abélard a nyelvlogikára támaszkodik. Arisztotelészt követő meghatározása szerint univerzálé, azaz egyetemes az, ami alkalmas arra, hogy többről állítsuk. Az egyetemes tehát nem lehet dolog, mert egyedi valóság állítmányként nem szerepelhet. Azonban az állítmányként alkalmazott név (nomen) nem tisztán szó (vox), fizikai hang, hanem beszéd (sermo), vagyis a közmegegyezés alapján bizonyos jelentés (significatio) hordozója. A név a fogalomhoz kapcsolódik, mely egy tárgyra vonatkozik. Ez a tárgy az egyedi dolgok egymással megegyező állapota (status). Platón és Szókratész két különböző egyed, de az emberség állapotában megegyeznek. Ez a közös mozzanat a hasonlóságon alapuló megegyezés, amelyet elvonás (absztrakció) útján tesz magáévá az értelem.
Arisztotelész ismerettanának Boethiusnál idézett része van segítségére ennek a folyamatnak a kifejtésénél. Az érzék csak futólag érinti, a képzeleterő megrögzíti a dolgot, az értelem pedig figyelmét a dolog valamelyik tulajdonságára irányítva, megragadja sajátos tárgyát: az egyedi vonásoktól függetlenített, a képzetben csak elmosódottan adott természetet, egyetemességet. Hasonlít az elvonás művelete a festő munkájához: a képzetben csak vázlatosan adott képet az értelem alakítja ki tökéletesen.

### Krisztológiája

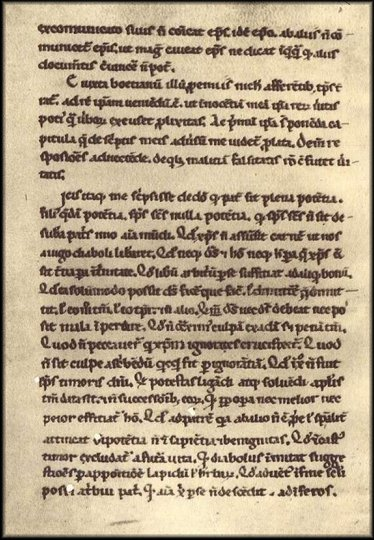
Apologia contra Bernardum (12. sz.)

Krisztológiája közel állt az adopcionalizmushoz, de alaptalanul vádolják a legújabb időkig is azzal, hogy az adopcianizmust képviselte. Abélard a dialektikus készség fejlesztésével a hittudomány elmélyítését kívánta szolgálni, a dogmák racionalista magyarázata viszont nem volt szándékában. Tudatában volt annak, hogy az ész a hittitkok teljes értelmét nem foghatja fel, csak üdvös voltuk belátására és az ellenvetések megcáfolására korlátozódik. Mindazonáltal a hit és ész viszonyára vonatkozó elveihez nem maradt következetes. A Szentháromság tanát ugyanis természetes észigazságnak tekintette, amelyet már az ókori filozófusok is ismertek. Nézete szerint a platóni Nous a keresztény Logosszal, a világlélek a Szentlélekkel azonos. A dogma hagyományos értelmét megsemmisítő paradox és vakmerő dialektikájával vonta magára a hithű teológusok, elsősorban Clairvaux-i Szent Bernát ellenkezését és az egyház kárhoztató ítéletét. Abélard azonban nem volt hittagadó, hanem az egyházi tanok védőjének tartotta magát. Mikor tételeinek meghatározó részét Róma elítélte, Abélard alázatosan fejet hajtott az egyházi ítélet előtt.

### Erkölcstana
Az erkölcsi vizsgálódás körében is iparkodott Abélard a filozófiai eszközök kihasználására. Az antik bölcselet nagyrabecsüléséből következik az a nézete, hogy a keresztény erkölcs a természetes erkölcs reformja. A természeti törvény ismeretével és követésével közelítették meg az ókor bölcsei a keresztény erkölcsi tökéletesség eszményét. Az ő részükről is igazolva látja Abélard azt a tételt, hogy a cselekedetek önmagukban közömbösek, a szándék (animi intentio) határozza meg erkölcsi minőségüket. Erkölcsi magatartásunk irányítója a lelkiismeret. Az alanyi lelkiismeret nem képezi egyszersmind a legfőbb erkölcsi normát. A cselekedet akkor jó, ha a lelkiismeret az erkölcsi törvénnyel megegyezik. A törvénnyel meg nem egyező, téves lelkiismerettel végzett cselekedet hiba, nem bűn. A bűn lényege a rosszhoz való hozzájárulás, mely egyszersmind Istennek, a legfőbb jónak a megvetése is.

## Művei
Abélard igen termékeny írói munkásságot fejtett ki, melyet egészében eddig még nem ismerünk.
Legjelentősebb filozófiai műve a Dialectica, amelyet a kutatás újabb részletekkel egészített ki. Az egyházatyák 150 kérdésre vonatkozó véleményét állítja egymással szembe a Sic et non, prológusában az ellentétek megoldásának a szabályait adva. Teológiai tartalmúak a De unitate et Trinitate divina, a Theologia chiristiana. Etikai tárgyú a Scito te ipsum. Önéletrajzát adja a Histora calamitatum. Fennmaradt még több Szentírás-kommentárja, levele és beszéde.
Szentenciái, melyeket sohasem adott ki, nem maradtak fönn az utókor számára. Művének tartalmára következtethetünk az iskolájához tartozó szentenciás művekből. Ezek: a Sententiae Hermanni (korábban Epitoménak nevezték), Szent Flórián szentenciái, az Omnebene szentenciák, a Párizsi szentenciák. Iskolájának műveihez tartozott Rolandus Bandinelli Summája és az Isagogia in theologiam című mű. Valószínűleg csak töredékeiben fennmaradt Szent Pál-kommentárja (Római levél) a forrása a Commentarius Cantabrigiensisnek. 
Himnuszai közül az Adorna Sion thalamumot ma is imádkozzák a katolikus egyházban. Egyik leghíresebb verse pedig a Szombatesti himnusz (ford. Babits Mihály).

## Hatása

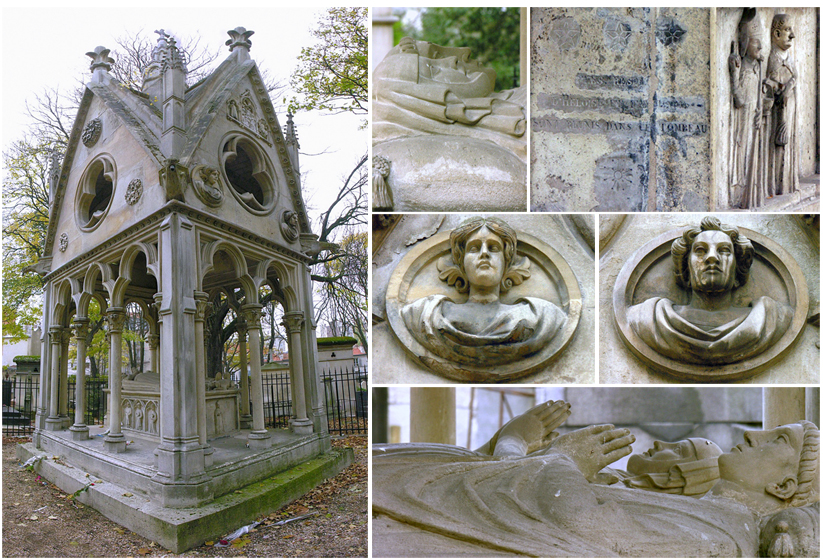
Abélard és Héloïse síremléke a Père-Lachaise temetőben

Abélard rendszerező erő tekintetében sem Scotus Eriugenát, sem Canterburyi Szent Anzelmet nem közelíti meg, azonban e kiváló dialektikus tehetség mégis jelentékeny hatással volt a skolasztika fejlődésére. A tételeket pro és contra érvek szembeállításával kifejtő módszert ő honosította meg, s ez a teljes arisztotelészi logika megismerésével hatalmas lendületnek indult. Leghíresebb párizsi tanítványa, Petrus Lombardus párizsi magister és püspök páratlan tekintélyhez jutott, a teológia egész anyagát az egyházatyák, elsősorban Hippói Szent Ágoston kijelentései (sententiae) alapján feldolgozó műve (Libri guattuor Sententiarum) a sic et non módszer alkalmazásával, mintaszerű lett a későbbi Summák számára.
Másik híres tanítványa Rolandus Bandinelli, a későbbi III. Sándor pápa volt.

## Magyarul
- Sic et Non. Ford.: Dévény István. In: Palimpszeszt, 13. szám. Tudományos és kulturális folyóirat, 1999 október; Kiadó: Palimpszeszt Kulturális Alapítvány, az Alapítvány székhelye: ELTE BTK Online
- Abaelardus: Etika; szerk. Lovik Sándor, Horváth Pál, tan. Kovács Gábor, ford., jegyz. Turgonyi Zoltán; MTA Filozófiai Intézet, Bp., 1989
- Héloise és Abélard levelezése. Fordító: Hanny Norbert Online elérés
- Petrus Abaelardus: Szerencsétlenségeim története; ford., utószó, jegyz. Turgonyi Zoltán; Helikon, Bp., 1985 (Helikon stúdió) ISBN 963-207-756-3 Online elérés
- Isten harsonája In: Sík Sándor: Himnuszok könyve, Szent István Társulat, Budapest, 1943, 295. o.
- Pierre Abélard szombat esti himnusza In: Babits Mihály: Amor Sanctus – A középkor latin himnuszai, Magyar Szemle Társaság, Budapest, 1933, 118–122. o.
- Pierre Abélard himnusza Urunk mennybemenetelére In: Babits Mihály: Amor Sanctus – A középkor latin himnuszai, Magyar Szemle Társaság, Budapest, 1933, 122–126. o.